# Wyoming zászlaja
A vörös az indiánokat és az első, önfeláldozó telepesek kiontott vérét idézi. A fehér szín a tisztaság és a tartás szimbóluma, a kék az égé és a hegyeké, illetve a hűségé, az igazságé és a férfiasságé.
A bölény a helyi faunára, az oldalán megjelenő pecsét a billogozásra utal. Az „egyenlő jogok” felirattal ellátott lobogót tartó női alak a nők helyzetét jelképezi, a két férfi az állattenyésztés és a bányászat jelképeként jelenik meg. A lámpások mindemellett a tudás fényét szimbolizálják.